# エリック・ブラウン (飛行士)

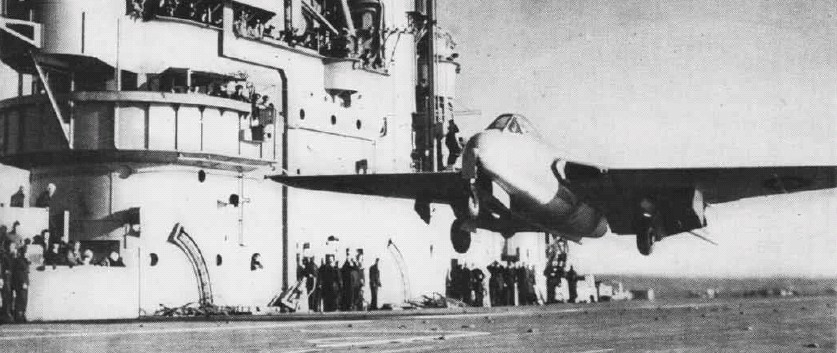
ジェット機による初めての航空母艦での発着艦。エリック・"ウィンクル"・ブラウンは1945年にシーバンパイア LZ551/Gに搭乗してHMS オーシャンから離艦した。この機体はヨービルトンの艦隊航空隊博物館に保存されている。

エリック・メルローズ・"ウィンクル"・ブラウン（Eric Melrose "Winkle" Brown、1919年1月21日 - 2016年2月21日）は、元英国海軍将校であり、歴史上で最も多くの型の航空機を操縦したテストパイロットである。また、最も多くの勲章を授与された艦隊航空隊のパイロットでもあり、航空母艦の着艦に関しての世界記録を保持している。大英帝国勲章、殊勲十字章、空軍十字章の叙勲者である。

## 人物
エリック・ブラウンは1919年1月21日にリースで生まれ、18歳の時に初めて空を飛んだ。1939年に艦隊航空隊のパイロットとしてイギリス海軍予備隊に入隊し、第802飛行隊に配属されて当初は護衛空母のオーダシティでマートレット機を操縦していた。オーダシティ乗組中にブラウンは2機のフォッケウルフ Fw 200洋上哨戒機を撃墜した。オーダシティは1941年12月21日にゲルハルト・ビガルク指揮のU-751により撃沈された。ブラウンは飛行隊でたった2名の生き残りの一人であった。この人的損耗のために第802飛行隊は1942年2月で廃止された。1942年3月10日にブラウンはオーダシティ乗組中の功績、特に「交戦中の勇猛さと技量、敵の重厚で継続的な攻撃から輸送船団を守った。」ことにより殊勲十字章を授与された。

## 履歴

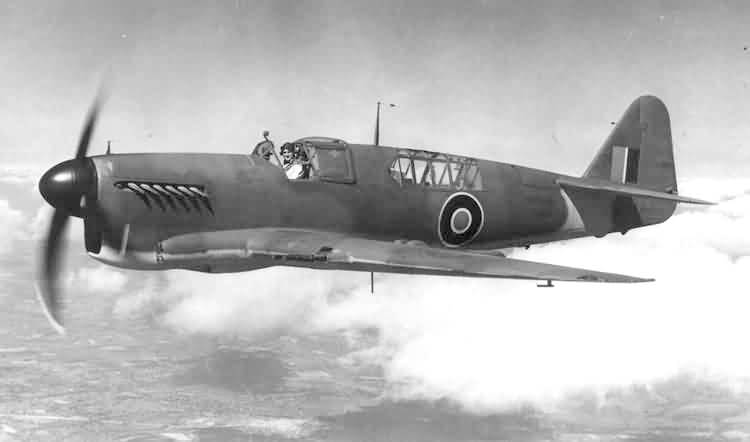
フェアリー ファイアフライ

1943年9月9日の空母適合試験中にエリック・ブラウンは、アレスティング・フックの指示灯が誤って「下げ」位置を示していたためにHMS プレトリア・キャッスルの甲板上にフェアリー ファイアフライ Mk. IのZ1844機を不時着させてしまった。機体はクラッシュバリアーに激突し、降着装置はちぎれ取れプロペラはずたずたになったがブラウンは無傷だった。1944年5月2日にブラウンは、「危険な航空機の試験中での卓越した勇気と操縦技量」により大英帝国勲章メンバー章（MBE）を授与された。
1945年にブラウンは、操縦マニュアルを読んだだけでシコルスキー R-4Bヘリコプターを不安定ながらも飛行させることに成功した。
第二次世界大戦後、ブラウンは鹵獲したドイツ機のテスト飛行を行うパイロットのエリート部隊である敵航空機飛行隊の指揮官となった。この経験によりブラウンは、連合国軍と枢軸国軍が戦争中に実際に使用した双方の大戦機を比較する資格を持つ数少ない人物の一人となった。ブラウンはメッサーシュミット Me163 ロケット機、メッサーシュミット Me262、アラド Ar 234やハインケル He 162のジェット機を含む53機種のドイツ機の飛行テストを行った。
ブラウンはドイツ語が堪能であったため、第二次世界大戦後にヴェルナー・フォン・ブラウンやヘルマン・ゲーリング、ウィリー・メッサーシュミットやエルンスト・ハインケル博士といった多くのドイツ人へのインタビューの手助けを行った。また戦前のドイツで知り合いとなったドイツの女性飛行士ハンナ・ライチュとも再会することができた。

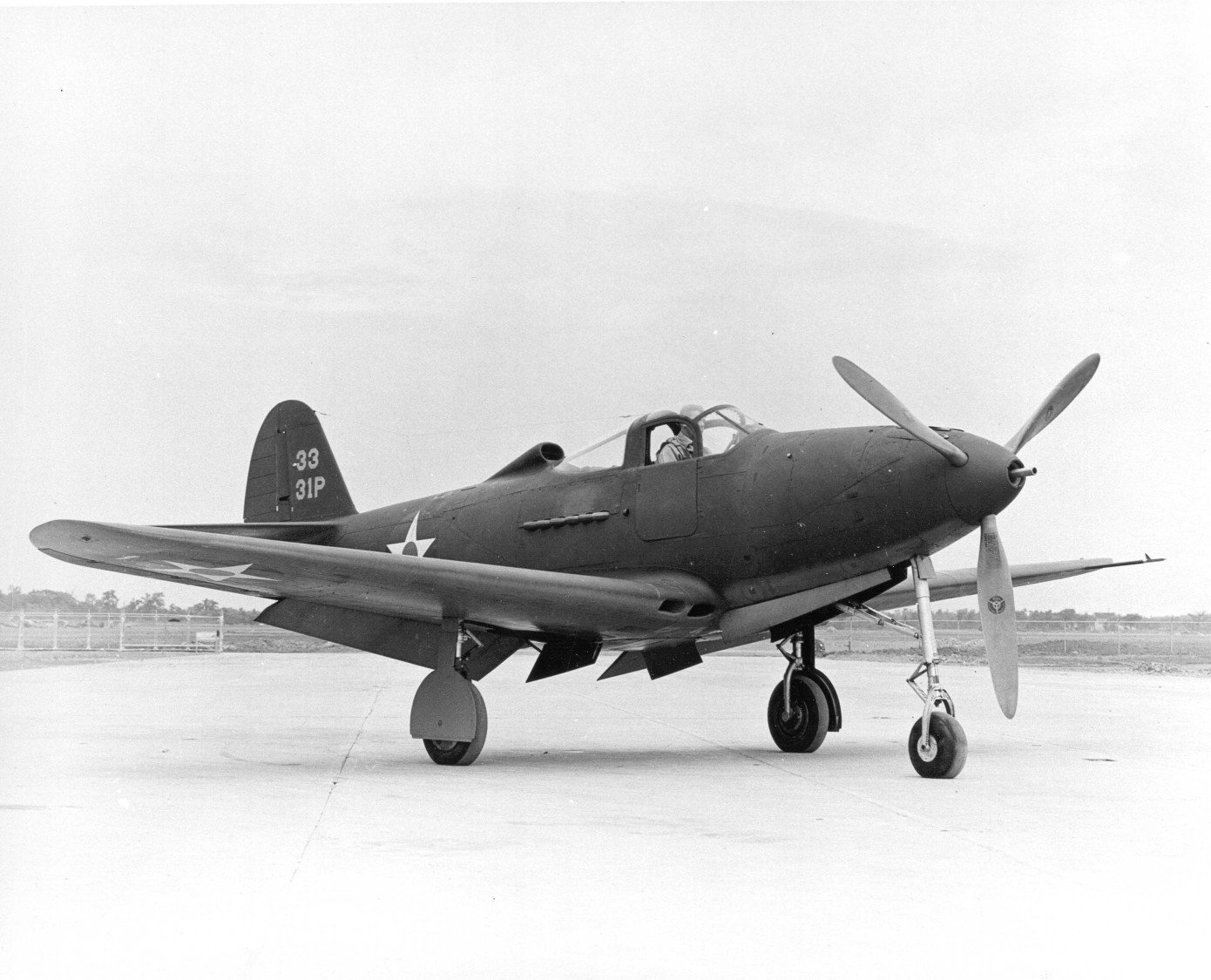
ベル P-39 エアラコブラ

ブラウンはマイルズ M.52に搭乗して最初の音速を突破するパイロットになるはずであったが、この計画はキャンセルされた。
ブラウンは、1945年4月4日に首車輪式降着装置付き航空機（ベル P-39 エアラコブラ Mk 1 AH574）で評価用航空母艦HMS プレトリア・キャッスルに着艦し、1945年12月3日には世界で初めてジェット機（シーバンパイア LZ551/G）による英海軍のHMS オーシャンへの着艦という航空母艦への着艦に関して少なくとも2つの重要な初めての事柄を実施している。また、2,407回という世界記録の着艦回数を記録している。

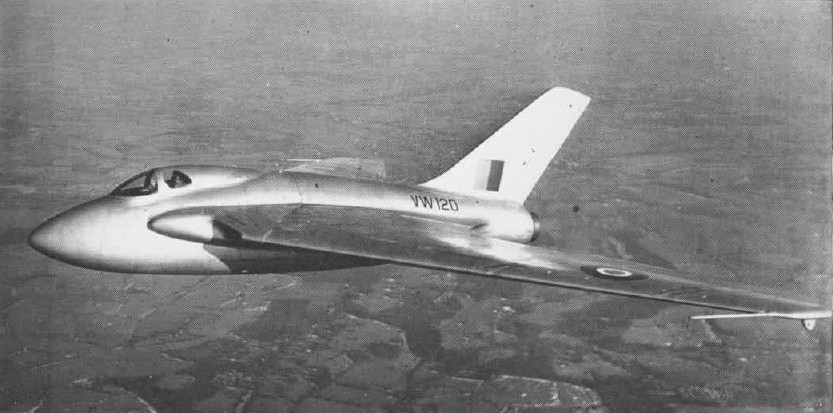
デ・ハビランド DH.108

1946年にブラウンは、ジェフリー・デ・ハビランド ジュニアを含む致命的な墜落事故を起こした後に改良強化され操縦性の改善が図られたデ・ハビランド DH.108のテスト飛行を行ったところ、マッハ0.88で降下中に数ヘルツの高Gの縦振動に見舞われた。ジェフリーの遺体に激しい振動によるものと思われる頚部骨折の痕が見られたため、ブラウンはテスト飛行から生還できたのは自分の背が低いためであったと確信した。1949年3月30日にブラウンは元々戦時中にその階級に昇進した時点に遡って大尉として英海軍の正規将校に任命された。ブラウンは1951年4月1日に少佐に昇進した。
1960年代にブラウンはその豊富な艦載機での経験を買われて、計画されていた新型のCVA-01級航空母艦の飛行甲板配置に関する助言を行ったが、この艦は建造されないうちにキャンセルされた。1969年7月7日にブラウンはエリザベス2世の海軍侍従武官に任命され、1970年の新年の叙勲で大英帝国勲章司令官章（CBE）を授与された。ブラウンは1971年1月27日に海軍侍従武官を免官された.。

## 記録
エリック・ブラウンは、英国、米国、ドイツ、イタリア、日本の航空機を操縦し、ギネス世界記録に最も数多くの種類の航空機を操縦した記録として掲載されている。公式記録は487機種であり、これには基本型しか含まれていない。例えば、ブラウン大佐は様々な型のスピットファイアとシーファイアを操縦しており、これらの型は各々がかなり異なっているにもかかわらずギネス世界記録の中では1機種として扱われている。
特殊な環境にいたことを考慮して、ブラウンは今後もこの記録が破られることは無いだろうと思っている。

## 著書
エリック・ブラウンは、自伝や操縦してきた様々な航空機の飛行特性を含む自分の経験に関する書籍を幾冊か著している。また、数多くの記事を航空雑誌やジャーナル誌上に書いている。
ブラウンの最も著名な記事は、ジャーナル誌「エア・インターナショナル」から発刊された（また、時折再発刊される）「コックピットから」（'Viewed from the Cockpit'）である。有名な海軍機や鹵獲された敵機に関するブラウン大佐の考察は清新で抗し難い魅力を持つ一方で、航空愛好家にとり神秘的な注目すべき幾つかの機種を扱っている。このシリーズでは以下の機種の操縦レビューを取り上げている。
- ドルニエ Do 217
- フェアリー ソードフィッシュ
- フェアリー フルマー
- フェアリー スピアフィッシュ：試作雷撃機（1947年）、ブラウンの評価は低かった。
- フェアリー バラクーダ：ブラウンは冴えない機体と評価し、幾分失望している。
- フォッケウルフ Fw190 A と D 型[14]
- グラマン F9F パンサー/クーガー：ブラウンは（初期型が）幾分出力不足であることに気付いた。
- ホーカー シーフューリー
- ホーカー シーハリケーン
- ハインケル He 111
- スーパーマリン スピットファイア：各型
- メッサーシュミット Bf109 E（Emil）とG（Gustav）：ブラウンはG-12練習機型の後席から操縦することに成功したが、その教官席に与えられた非常に狭い視界のためにこの飛行は危うく惨劇として終わることになりそうであった。
- メッサーシュミット Me163 コメット（Komet）：ユニークな記事。ブラウンはこの機種を操縦した数少ないパイロットであり、災難に遭うことは無かった[15]。
- メッサーシュミット Me262 シュヴァルベ（Schwalbe）[16]
- ハインケル He 177 グライフ（Greif）：爆撃機、ユニークな解釈[17]。

## 晩年
エリック・ブラウンは70歳で操縦免許を返納したが、講演は続けている。ブラウンは、サー アーサー・クラーク賞の授与式が毎年行われる英国ロケット工学オーラル・ヒストリー・プログラム（British Rocketry Oral History Programme：BROHP）の常連参会者であり、2007年度の生涯功績賞（the Lifetime Achievement award）を受賞した。